# لوسيان بيانكو
لوسيان بيانكو (بالفرنسية: Lucien Bianco)‏ هو عالم صينيات ومؤرخ فرنسي، ولد في 19 أبريل 1930 في Ugine ‏ في فرنسا.